# ソテリオス (韓国府主教)
ソテリオス・トランバス（ギリシア語: Σωτήριος Τράμπας、ラテン文字表記：Soterios Trambas、1929年7月17日 - 2022年6月10日）は、コンスタンディヌーポリ総主教庁韓国府主教区の初代府主教。

## 略歴
1929年、ギリシャ共和国アルタ県に生まれる。1951年にアテネ大学で神学を修めた後、2年半の軍務の傍ら、講師を務め、中高生向けに教理を教えた。1956年6月26日にレスボス島のレモノス修道院に修道請願し、その3日後に輔祭に叙聖された。1960年6月12日に司祭に叙聖され、次いで掌院に昇叙された。1965年には従軍司祭に従事した。1968年には、アテネ大主教座聖堂の主任司祭として従事する傍ら、アッティカのPapagou(Παπάγου)にある生神女庇護聖堂の主任司祭も兼任した。
1975年11月に、志願して、当時ニュージーランド府主教区管轄下の韓国に赴き、積極的な牧会活動を行った。ソウルにしか拠点のなかった韓国正教会が全土に広まったのはこのときである。1982年には神学校を創設し、1996年には宣教のための財団を設け、教会の充実を図った。1993年にディオニシオス府主教の補佐としてゼラの主教に、次いで1995年に、韓国における総主教代理に叙聖された。また、韓国にとどまらず、アジア全域にわたる宣教活動を行い、1995年10月24日にはフィリピンの生神女福音大聖堂の基礎成聖式を行った。
韓国でも、その宣教活動は認められ、2000年には、名誉市民の称号を受けた。
2004年4月20日に、韓国府主教区がニュージーランド府主教区から分離独立し、初代の府主教に叙聖され、同年6月20日に着座した。また、2005年には、ニュージーランド府主教区2代目のイオシフ府主教の離任から3代目のアンフィロシオス府主教着座までの2ヶ月間、ニュージーランド府主教代行を務めた。2006年10月には、8月に成聖された平壌の至聖三者聖堂を訪問し、講演を行った。
老衰のため、2008年に韓国府主教を離任。ピシディアの府主教という名義を与えられ（ピシディアに赴任している訳ではない）、加平郡にある加平救世主顕栄修道院で余生を送っていたが、2022年6月10日にソウルで没した。

## 著書
- 『위대한 선교사 성 사도 바울로（偉大なる宣教師　聖使徒パウェル）』(2011年9月20日)
- 『영적 아버지에게서 듣다（霊的父から聞く）』(2013年8月6日) - 2006年から2012年にかけて教会報『正教会週報』に掲載されたものを中心にして纏めた教理問答集